# 1959. december 14-i konzisztórium
Az 1959. december 14-i konzisztóriumot XXIII. János pápa hívta össze november 16-án. Összesen 8 új bíborost kreált.
| Nº                     | Ország                    | Név                                     | Életkor                | Hivatal                                            |
| Pápaválasztó bíborosok | Pápaválasztó bíborosok    | Pápaválasztó bíborosok                  | Pápaválasztó bíborosok | Pápaválasztó bíborosok                             |
| ---------------------- | ------------------------- | --------------------------------------- | ---------------------- | -------------------------------------------------- |
| 1                      | Olaszország               | Paolo Marella                           | 64                     | Franciaország apostoli nunciusa                    |
| 2                      | Olaszország               | Gustavo Testa                           | 73                     | Svájc apostoli nunciusa                            |
| 3                      | Amerikai Egyesült Államok | Aloisius Joseph Muench                  | 70                     | a Fargói egyházmegye püspöke                       |
| 4                      | Amerikai Egyesült Államok | Albert Gregory Meyer                    | 56                     | a Chicagói főegyházmegye érseke                    |
| 5                      | Spanyolország             | Arcadio María Larraona Saralegui C.M.F. | 72                     | a Szerzetesi Ügyek Kongregációja titkára           |
| 6                      | Olaszország               | Francesco Morano                        | 87                     | az Apostoli Szignatúra Legfelsőbb Bírósága titkára |
| 7                      | Skócia                    | William Theodore Heard                  | 75                     | a Rota Romana dékánja                              |
| 8                      | Németország               | Augustin Bea S.J.                       | 78                     | jezsuita szerzetespap                              |